# Zamarada merga
Zamarada merga là một loài bướm đêm trong họ Geometridae.